# قناة الدون-فولغا
قناة لينين دون فولغا الملاحية ((بالروسية: Волго-Донской судоходный канал имени В. И. Ленина)‏ اختصار ВДСК، VDSK) هي القناة التي تربط الفولغا إلى الدون في أقرب نقطة لها وهو أحد نظام البحار الخمسة.
وضع المخطط للقناة وتنفيذها قبل الحرب العالمية الثانية وتوقف بسبب الحرب، وثم استئنف واستكمل تشيدها بين عامي 1948 و1952. افتتحت في يونيو 1952

## جغرافية
يبلغ طول الممر المائي 101 كم (بما في ذلك 45 km من الأنهار والخزانات). الفرق في المستوى بين الوصول المركزي ومسار نهر الفولغا هو 88 مترًا (9 أقفال)، و 44 مترًا على جانب الدون (4 أقفال). يبلغ الغاطس المقبول 3.35 مترًا، مما يسمح بمرور القوارب التي يصل ارتفاعها إلى حوالي 5000 طن. تبلغ القدرة السنوية للقناة 16.5 مليون طن من الشحن.
تربط القناة بين كالاتش-نا-دونو على ضفاف الخزان Tsimliansk وكراسنوارميسك، إلى الجنوب مباشرة من فولغوغراد.
القناة جزء من شبكة المياه العميقة الموحدة لروسيا الأوروبية. تشكل مع نهر الفولغا والدون الطريق الأكثر مباشرة الذي يربط بحر قزوين ببحر آزوف، وبالتالي البحر الأسود والمحيطات.